# Norbert Otto Eke

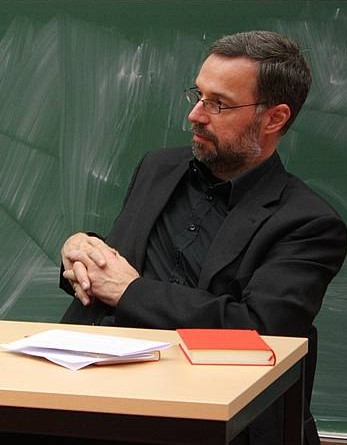
Norbert Otto Eke (2019)

Norbert Otto Eke (* 1. August 1958 in Nördlingen) ist ein deutscher Germanist.

## Leben
Eke absolvierte von 1978 bis 1984 ein Studium der Germanistik und Evangelischen Theologie an der Freien Universität Berlin und der Universität Paderborn, wo er 1988 mit einer Arbeit über den Dramatiker Heiner Müller promovierte. Seine Habilitation erfolgte 1995 am selben Ort mit einer Untersuchung über das deutsche Drama in der Zeit der Französischen Revolution um 1800. Im Zeitraum von 1996 bis 2003 war er Hochschuldozent in Paderborn, ab 2000 als apl. Professor. Von 2003 bis 2006 war Eke Professor für deutsche Literatur an der Universiteit van Amsterdam, seit 2006 bekleidet er eine Professur für Neuere deutsche Literaturwissenschaft an der Universität Paderborn. Er ist Vorsitzender des „Zentrums für deutschsprachige Gegenwartsliteratur“ (ZdG), einer interdisziplinären Forschungseinrichtung der Universität Paderborn, die sich mit den deutschsprachigen Literaturen der Gegenwart in ihren medialen und interkulturellen Kontexten befasst, und leitet die Paderborner Gastdozentur für Schriftstellerinnen und Schriftsteller.
Eke beschäftigt sich mit Literaturtheorie und Ästhetik an der Schnittstelle von Philologie, Theater-, Kultur- und Medienwissenschaft. Seine Forschungsschwerpunkte liegen auf der Literatur und dem Theater vom 18. bis zum 21. Jahrhundert, insbesondere dem Vormärz und der Gegenwartsliteratur sowie speziell der deutsch-jüdischen Literatur. Als Mitglied einer transdisziplinären Arbeitsgruppe entwickelte er im DFG-geförderten Graduiertenkolleg „Automatismen“ (2008–2017, Sprecher 2013–2017) eine Theorie von Strukturentstehungen außerhalb geplanter Prozesse. Forschungsaufenthalte führten ihn u. a. in die USA und nach China. Er hatte Gastprofessuren in Budapest, Athens/Georgia, Havanna (Kuba) und Tokyo.
Eke ist Herausgeber der Zeitschrift für deutsche Philologie und der Amsterdamer Beiträge zur Neueren Germanistik. Er ist Vorsitzender des „Forums Vormärz Forschung“ (FVF) und Mitglied im Kuratorium der Internationalen Heiner Müller Gesellschaft (IHMG). Im Jahr 2024 wurde er bis März 2026 zum  Vorsitzenden des Beraterausschusses der Landesregierung Nordrhein-Westfalen für die Verleihung des Titels „Professorin“ oder „Professor“ gewählt.

## Schriften (Auswahl)
- Heiner Müller. Apokalypse und Utopie. Schöningh, Paderborn/München/Wien/Zürich 1989, ISBN 3-506-78461-7.
- (Bearb. mit Karl Jürgen Skrodzki): Lenau-Chronik. Und unterwegs erlahmen uns die Kräfte. Deuticke, Wien 1992, ISBN 3-216-07357-2.
- mit Dagmar Olasz-Eke: Bibliographie: Der deutsche Roman 1815–1830. Standortverzeichnisse, Rezensionen, Forschungsüberblick. Fink, München 1994, ISBN 3-7705-2877-8.
- Signaturen der Revolution. Frankreich – Deutschland. Deutsche Zeitgenossenschaft und deutsches Drama zur Französischen Revolution um 1800. Fink, München 1997, ISBN 3-7705-3144-2.
- Heiner Müller. Reclam, Stuttgart 1999, ISBN 3-15-017615-8.
- mit Alo Allkemper: Literaturwissenschaft. Fink, Paderborn 2004, ISBN 3-7705-3964-8.
- Angst en vrees in het theater van de herinnering. Heiner Müllers tragedie. Amsterdam 2005.
- Einführung in die Literatur des Vormärz. Wissenschaftliche Buchgesellschaft, Darmstadt 2005, ISBN 3-534-15892-X.
- (Hrsg. mit Hartmut Steinecke): Shoah in der deutschsprachigen Literatur. Erich Schmidt, Berlin 2006, ISBN 3-503-07976-9.
- Wort/Spiele. Drama – Film – Literatur. Erich Schmidt, Berlin 2007, ISBN 978-3-503-09810-1.
- mit Dagmar Olasz-Eke:  „Sprache, die so tröstlich zu mir kam“. Thomas Valentin in Briefen von und an Hermann Hesse. Aisthesis, Bielefeld 2011, ISBN 978-3-89528-826-5.
- (Hrsg. mit Ulrike Haß und Irina Kaldrack): Bühne. Raumbildende Prozesse im Theater. Fink, Paderborn 2014, ISBN 978-3-7705-5536-9.
- Das deutsche Drama im Überblick. Wissenschaftliche Buchgesellschaft, Darmstadt 2015.
- (Hrsg. mit Stephanie Willeke): Zwischen den Sprachen – mit der Sprache? Deutschsprachige Literatur in Palästina und Israel. Aisthesis, Bielefeld 2019, ISBN 978-3-8498-1361-1.
- mit Stefan Elit: Grundthemen der Literaturwissenschaft. Literarische Institutionen. De Gruyter, Berlin/Boston 2019, ISBN 978-3-11-036469-9.
- (Hrsg.): Vormärz-Handbuch. Aisthesis, Bielefeld 2020, ISBN 978-3-8498-1550-9.
- (Hrsg. mit Christof Hamann): Herta Müller. Text + Kritik 155. 2. Auflage: Neufassung. Edition Text + Kritik, München 2020, ISBN 978-3-96707-417-8.
- (Hrsg. mit Marta Famula): Ästhetik im Vormärz. Aisthesis, Bielefeld 2021, ISBN 978-3-8498-1728-2.
- Durchdrungenheit (mit Feridun Zaimoglu): Königshausen & Neumann, Würzburg 2022, ISBN 978-3-8260-7713-5.
- (Hrsg. mit Stefan Elit): Werke im Dialog. (Virtuelle) Begegnungen in 40 Jahren „Paderborner Gastdozentur für Schriftstellerinnen und Schriftsteller“ (= Sonderheft zum Band 142 der „Zeitschrift für deutsche Philologie“). Erich Schmidt Verlag, Berlin 2023, ISBN 978-3-503-23693-0.
- (Hrsg. mit Stefan Elit): ‚Topographisches‘ Schreiben: Lea Streisand. Paderborn Wintersemester 2022/23. 41. Paderborner Gastdozentur für Schriftstellerinnen und Schriftsteller. Aisthesis, Bielefeld 2024, ISBN 978-3-8498-1957-6.
- Irrläufe. Herta Müllers Poetik des Eigen-Sinns. Edition Text + Kritik, München 2024, ISBN 978-3-689-30010-4.
- (Hrsg. mit Stefan Elit): Was im Gedicht geschieht: Jan Wagner. Paderborn Wintersemester 2023/44. 42. Paderborner Gastdozentur für Schriftstellerinnen und Schriftsteller. Aisthesis, Bielefeld 2025, ISBN 978-3-8498-2062-6.
- (Hrsg. mit Detlev Kopp): Alltagskultur im Vormärz. Aisthesis, Bielefeld 2025, ISBN 978-3-8498-2075-6.
- (Hrsg. mit Ulrike Heinrichs et al.): Das Heilige (in) der Kultur. Unverfügbarkeit - Latenz - Widmung. Paderborn, Brill 2025, ISBN 978-3-7705-6730-0.